# Karim Wasfi
Karim Wasfi (n. 1972; El Cairo, Egipto) es un violonchelista, director de orquesta y compositor egipcio-iraquí. Desde 2007 dirige la Orquesta Sinfónica Nacional Iraquí en Bagdad.

## Vida
Wasfi asumió la dirección de la Orquesta Sinfónica Iraquí en Bagdad en 2007. Se hizo conocido internacionalmente por tocar el violonchelo en lugares donde recientemente habían muerto personas en bombardeos. En una ocasión declaró a Al Jazeera que “El horror, la locura y lo grotesco, así como los ataques terroristas, deben superarse con belleza, creatividad y delicadeza”.
Fundó una orquesta juvenil iraquí que ensayaba una vez al año en Erbil y reunía a jóvenes de Bagdad, Erbil, Kirkuk y Mosul. En 2012 fundó la iniciativa de paz "Paz a través de las artes" junto con otros músicos y artistas. En este contexto, toco en el Institut des culture arabes et méditerranéennes en noviembre de 2016 en Ginebra.